# Юдовський Володимир Григорович
Володимир Григорович Юдовський (* 3 (15) серпня 1880, Воронеж (за ін. даними — Новогеоргіївськ, Херсонська губернія), Російська імперія — † 24 жовтня 1949) — учасник революційного руху у Росії.

## До революції
Народився в родині лісопромисловця.
З 1897 р. — учасник соціал-демократичного руху, а з 1903 р. — член РСДРП(б).
У 1906 р. — член Тульського комітету РСДРП. 14 липня 1910 року арештовано. За вироком суду вислано під гласний нагляд поліції до Алчевська, де напередодні першотравневих свят 1912 року його знову заарештовано як одного з керівників Луганської більшовицької організації. Повторним покаранням заслано до Яренська Вологодської губернії (нині районний центр Ленського району Архангельскої області). Після заслання 11 січня 1914 року Юдовський В. Г. виїжджає за кордон й опиняється в Франції, де стає слухачем партійної школи в Лонжюмо.

## Голова Румчероду
В часи Лютневої революції з 6 березня 1917 року Юдовський є членом Ради робітничих і солдатських депутатів Нижнього Удінська, але вже в квітні того ж року активно займається революційною діяльністю в Петрограді, де його обрано до Петербурського комітету РСДРП від Васильєострівської організації. В вересні після придушення Корніловського заколоту його відряджено на чолі групи з 13 більшовиків до Одеси.
В жовтні 1917 р. — член Одеського обласного комітету РСДРП(б), активний дописувач газети більшовицької соціал-демократії Одеси «Голос пролетария», яка проіснувала аж до окупації австрійсько-німецькими військами та більшовицької (з 12 жовтня 1917 року) газети «Солдатская мысль», що видавалася а 49-му запасному піхотному полку.
На II з'їзді ЦВК Румчероду, з 10 по 22 грудня 1917 року, його обрано головою. З його ініціативи було переобрано редакцію газети «Голос революции» — органу Румчероду — в складі трьох більшовиків та двох лівих есерів. Один з організаторів і керівників Одеського Січневого повстання більшовиків, анархістів та лівих есерів, голова військово-революційного комітету. Брав участь у проголошенні Одеської Радянської Республіки. З 18 січня 1918 року посідав місце голови Одеського раднаркому.
Після евакуації з Одеси в березні 1918 року Юдовський як заступник голови Вищої Військової інспекції очолює її політичну секцію. На цій посаді за півроку він тричі інспектує військові підрозділи, головним чином на прикордонних з Україною територіях: в Курську, Орлі та Воронежі.

## Українська радянська

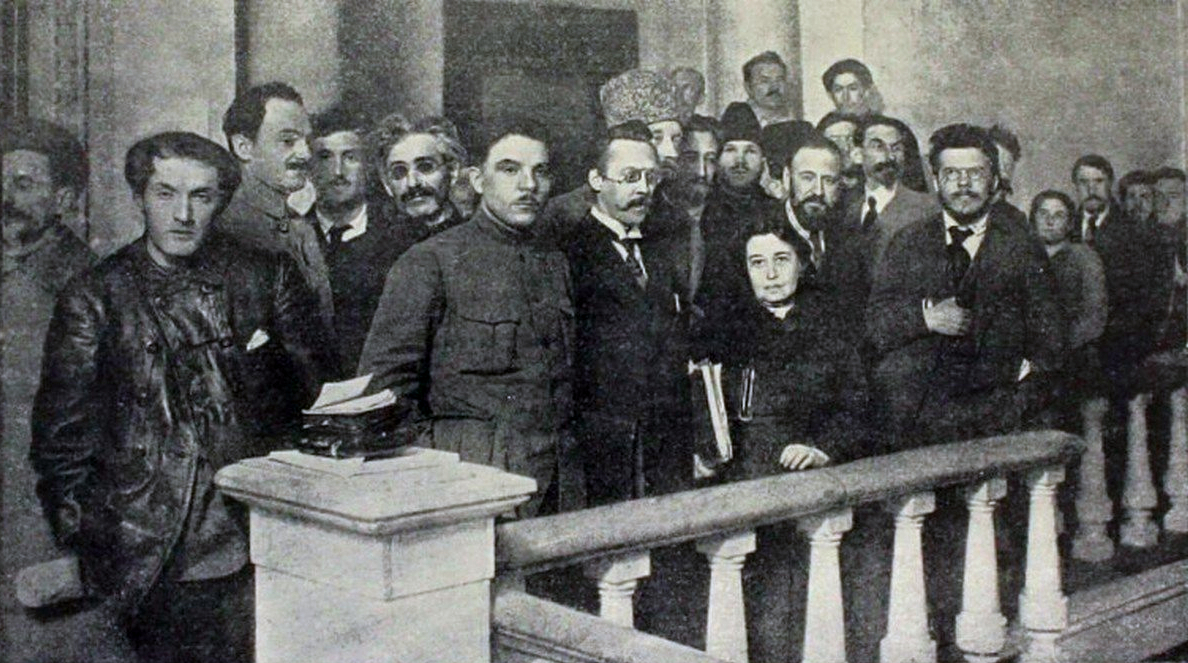
Керівні діячі КП(б)У під час українсько-більшовицької війни. Зліва направо: Олександр Хмельницький, Мойсей Рухимович, Мойсей Грановський, Володимир Юдовський, Климент Ворошилов, Володимир Мещеряков, Микола Подвойський, Анжеліка Балабанова, Християн Раковський, Микола Скрипник, Володимир Затонський.

Цілком закономірно, що восени 1918 року Володимир Юдовский опинився у вирі подій, пов'язаних зі створенням Української радянської армії. Щойно більшовики опинилися на українській території, він займається організацією військових комісаріатів, а з 23 січня 1919 року очолює новостворену Вищу Військову інспекцію України. Коли в травні цей орган вливається до складу Народного комісаріату соціалистичної радянської інспекції, переходить на нову посаду й одночасно стає членом Ради робітничо-селянської оборони УСРР. З утратою України на початку вересня 1919 року, коли всі державні інституції було чи то розпущено, чи переміщено до Радянської Росії, Юдовський приймає пропозицію перейти на нове поле діяльності.

## До Середньої Азії
В листопаді 1919 року до Середньої Азії на підтримку революційної діяльності було скеровано групу більшовиків, до складу якої увійшов Володимир Юдовський. Від січня по березень 1920 року, як політичний керівник, він очолив агітаційний поїзд «Красный Восток» («Червоний Схід»). Потім деякий час працює редактором комуністичної газети «Кизил Байрок» («Червоний прапор»).
Після заснування 8 жовтня 1920 року Бухарської Народної Радянської Республіки обіймає посаду секретаря Ташкентського міського комітету, а з 5 квітня 1922 року входить до складу Киргизького бюро ЦК РКП(б). Обирається делегатом XI-го з'їзду РКП(б), що відбувся з 27 березня по 2 квітня 1922 р., від Семипалатинської партійної організації. В 1922 році — секретар Сирдар'їнського обкому та член ЦК Компартії Туркестану.

## Його університети
З 1923 р. — на викладацькій роботі у Комуністичному університеті ім. Я. М. Свердлова, після реорганізації якого від 1934 по 1937 роки очолює кафедру історії ВКП(б) у Московському інституті філософії, літератури та історії — МІФЛІ. Коли в грудні 1941 року історичні факультети МІФЛІ та МДУ об'єднались, Юдовський стає професором Московського державного університету. Ця подія сталася в Ашхабаді, куди на той час обидва навчальні заклади були евакуйовані.
Після реевакуації до Москви у 1944 році Юдовського було нагороджено орденом «Знак Пошани». На той час він один з небагатьох, хто не відмовився викладати історію ВКП(б) Світлані Аллілуєвій — дочці Сталіна. Як згадує Григорій Свирський, помер Володимир Юдовський у 1949 році від інфаркту, що стався просто на лекції під час суперечки щодо космополітизму та сіонізму.

Професор-історик Юдовський, хвора літня людина, під час лекції, на якій я був присутній, назвав ігрища навколо «єврейства» Білецького своїм ім'ям; його зараз же охрестили буржуазним націоналістом, войовничим сіоністом та ще чимось, і він помер від інфаркту.

Серед праць:
- История ВКП(б): Программа-конспект для первоначальных кружков самообразования — М.: Держвидав, 1923
- История Р. К. П.: Руководство по истории партии для крестьянских кружков — Новоніколаевськ: Сибкрайвидав, 1924
- Краткий очерк истории классовой борьбы в России — М.-Л.: Держвидав, 1927
- Краткий очерк истории ВКП(б) — Х.: 1929
- Одесский военно-революционный комитет 1918 года — «Каторга и ссылка»
- Борьба партии Ленина — Сталина за массы в период двоевластия — «Вестник Московского университета», 1949, № 1.
- Меньшевики. Какие партии были в России — Харьков, 1929;